# Antônio Neyrot
Antônio Neyrot, OP (em piemontês: Antòni Neyrot; em italiano: Antonio Neirotti; Rivoli, c. 1425 – Tunis, 10 de abril de 1460) foi um padre dominicano italiano, martirizado por reassumir publicamente sua fé católica após ter sido convertido forçadamente ao islã.

## Biografia
Antônio nasceu em Rivoli (atualmente localizada em Piemonte, Itália) e entrou para a Ordem Dominicana. Após concluir seus estudos, foi ordenado e viveu por um tempo em convento de São Marcos, em Florença, onde estudou com Antonino Pierozzi (Santo Antonino de Florença).
A importante biblioteca criada por Antonino Pierozzi no convento de São Marcos continha obras em latim, grego, hebraico, árabe e aramaico, e o convento foi um dos centros de difusão da cultura árabe na Itália. Portanto é possível que Antônio Neyrot tenha aprendido a língua árabe em Florença.
Neyrot pediu para ser transferido para a Sicília, mas o prior Antonino Pierozzi se opôs e ele só pôde ir depois de ter apelado à Santa Sé na segunda metade da década de 1450. Em 2 de agosto de 1458, em sua viagem de volta de Palermo para Nápoles, ele foi feito prisioneiro pelo pirata berbere Ab ‘Umar ‘Uthmn (1435–1488), que o levou para Tunis (localizada na atual Tunísia).
Ao que parece, o califa muçulmano de Tunis favoreceu Antônio, que foi tratado com gentileza e nem sequer foi confinado, até que sua resiliência enfureceu seus captores. Antônio era impaciente e se ressentia da idéia de ser prisioneiro. Vivendo à base de pão e água, logo entrou em colapso. Negou então sua fé para comprar sua liberdade. Em 6 de abril de 1459 converteu-se ao islã, casou-se com uma mulher turca de alto nível e se dedicou a traduzir o Alcorão, com a ajuda de um intérprete, do árabe para o latim ou italiano. Da sua tentativa de tradução, que seria a primeira em italiano, não restam vestígios.
Segundo fontes hagiográficas, o retorno ao cristianismo teria ocorrido após a aparição de Antonino Pierozzi, falecido no ano anterior. Isso levou Antônio a uma mudança radical. Ele teve um sonho em que Antonino lhe apareceu; a conversa levou Antônio a voltar à fé que havia abandonado, embora tal ação resultasse em sua morte certa. Ao encontrar um padre dominicano, Antônio confessou seus pecados e, no Domingo de Ramos de 1460 (em 6 de abril, exatamente um ano após renegar sua fé), pediu publicamente perdão aos seus companheiros católicos e foi posteriormente readmitido em sua ordem.
Desejando que sua reconversão fosse tão pública quanto sua negação, Antônio esperou até que o rei realizasse uma procissão pública. Após confessar e se reconciliar com Deus, Antônio subiu os degraus do palácio, onde todos puderam vê-lo trajando o hábito dominicano. Antônio proclamou sua fé, e o rei, indignado, ordenou que ele fosse apedrejado até a morte. Antônio foi morto em uma praça em Tunis em 10 de abril, na Quinta-feira Santa de 1460, sem demonstrar dor. Após uma tentativa falha de queimar o corpo, o cadáver foi arrastado pelas ruas da cidade e abandonado no meio do lixo.

## Veneração
O corpo de Antônio foi recuperado por mercadores genoveses. Depois de preparar e lavar o corpo, eles notaram que ele exalava um aroma agradável e o levaram de volta para Gênova. Graças ao interesse de Amadeu IX de Sabóia (também futuramente beatificado), em 1469 os restos mortais foram transferidos de Gênova para Rivoli e lá foram conservados e venerados na colegiada de Santa Maria della Stella. Milagres foram atribuídos a ele, e uma procissão anual era realizada em seu santuário, na qual todos os membros atuais de sua família se vestiam de preto e reverenciavam sua memória.
A primeira biografia foi escrita em 1460 pelo frade jerônimo Costanzo da Carpi, testemunha ocular do martírio. Foi retomado por uma hagiografia completa, o Martyrium Antonianum, escrito por Francesco da Castiglione, aluno de Vittorino da Feltre, na década de 1460 e impresso em Bolonha em 1517 pelo seu colega Frei Leonardo Sandri, que também se lembrou de Antônio Neyrot na sua Descrittione di tutta l'Italia. O Martyrium foi traduzido para o italiano pelo dominicano Serafino Razzi e impresso em 1577 em Florença.
Outro contemporâneo de Neyrot, o dominicano siciliano Pietro Ranzano, compôs uma biografia em 1461 com base em informações orais coletadas em Palermo e cartas de Tunis.
O culto ao Beato Antônio foi aprovado pelo Papa Clemente XIII em 22 de fevereiro de 1767.
Uma igreja dedicada a ele foi consagrada em Hammamet em 1909.